# Paweł Mucha
Paweł Karol Mucha (ur. 12 sierpnia 1981 w Gryfinie) – polski adwokat, działacz społeczny, samorządowiec i urzędnik państwowy. 
W latach 2015–2016 i 2021–2022 doradca społeczny prezydenta RP Andrzeja Dudy, w latach 2016–2020 sekretarz stanu w Kancelarii Prezydenta, w latach 2017–2020 zastępca jej szefa. Od 2021 doradca prezesa Narodowego Banku Polskiego Adama Glapińskiego, następnie od 2022 członek zarządu NBP.

## Życiorys
W latach 2000–2005 odbył studia prawnicze na Uniwersytecie im. Adama Mickiewicza w Poznaniu, a w okresie 2006–2009 aplikację adwokacką w Szczecińskiej Izbie Adwokackiej. Od 2003 do 2005 odbywał praktykę prawniczą, a w latach 2005–2010 był zatrudniony w kancelariach adwokackich. Od lipca 2010 do grudnia 2016 prowadził własną kancelarię adwokacką w Gryfinie, z filią w Szczecinie. Jest autorem artykułów prawniczych publikowanych m.in. w prasie ogólnopolskiej. W 2015 został wykładowcą prawa administracyjnego i prawa gospodarczego w Wyższej Szkole Administracji Publicznej w Szczecinie.
Był współzałożycielem Towarzystwa Miłośników Historii Ziemi Gryfińskiej, w którego władzach zasiadał od 2000 do 2006. Pełnił też funkcję redaktora naczelnego „Gryfińskiego Kwartalnika Historycznego” oraz zasiadał w radach społecznych przy szpitalach w Gryfinie i Szczecinie. W 2006 uzyskał mandat radnego sejmiku województwa zachodniopomorskiego z listy Prawa i Sprawiedliwości (wówczas bezpartyjny, później wstąpił do partii i stanął na czele jej struktur w powiecie gryfińskim oraz zasiadł w zarządzie okręgowym PiS). Był członkiem Zachodniopomorskiego Społecznego Komitetu Poparcia Jarosława Kaczyńskiego w przedterminowych wyborach prezydenckich w 2010.
W sierpniu 2010 został przewodniczącym klubu radnych PiS. W tym samym roku ubiegał się o reelekcję, nie uzyskując wówczas mandatu. W 2011 został skarbnikiem zarządu oraz koordynatorem wojewódzkim Ruchu Społecznego im. Lecha Kaczyńskiego (pełnił te funkcje do 2016) oraz bez powodzenia kandydował do Sejmu, jednak objął zwolniony mandat radnego sejmiku, ponownie stając na czele klubu PiS. W 2014 uzyskał reelekcję.
Od 24 września 2015 do 19 grudnia 2016 był doradcą społecznym prezydenta Andrzeja Dudy, a 20 grudnia 2016 objął funkcję sekretarza stanu w Kancelarii Prezydenta RP. Ponadto 4 kwietnia 2017 został zastępcą szefa KPRP, a 23 maja tego samego roku pełnomocnikiem ds. referendum konsultacyjnego. Pozostał jednocześnie szefem klubu PiS w sejmiku zachodniopomorskim (ustąpił jednak wcześniej z funkcji szefa komisji rewizyjnej sejmiku, którą pełnił od 2013). W 2018 został ponownie wybrany do sejmiku, jednak przestał pełnić funkcję szefa klubu PiS. 31 grudnia 2020 przestał pełnić funkcje ministerialne w Kancelarii Prezydenta, od 1 stycznia 2021 zostając doradcą społecznym prezydenta. 12 marca 2021 został powołany na sekretarza prezydenckiego zespołu do opracowania projektu regulacji wprowadzającej instytucję sędziów pokoju. 
W czerwcu 2021 został przewodniczącym rady nadzorczej PZU. 
1 stycznia 2021 został także doradcą prezesa NBP Adama Glapińskiego. Z dniem 1 września 2022 prezydent Andrzej Duda (którego doradcą przestał być dzień wcześniej) powołał go w skład zarządu Narodowego Banku Polskiego (w związku z tym zawiesił działalność w PiS i złożył mandat radnego sejmiku województwa).

## Życie prywatne
Jest młodszym bratem Rafała Muchy, również polityka Prawa i Sprawiedliwości. Żonaty z Patrycją Biernat-Muchą, ma syna Marka i córkę Klarę. Mieszka w Gryfinie.